# Obseg algebrskih števil
Obseg algebrskih števil ali števílski obseg in algebrski obseg v abstraktni algebri je obseg, ki je končnorazsežna (končna) (in zaradi tega algebrska) razširitev množice racionalnih števil {\displaystyle \mathbb {Q} }. Takšen obseg je obseg, ki vsebuje {\displaystyle \mathbb {Q} }, in ima kot vektorski prostor nad {\displaystyle \mathbb {Q} } končno razsežnost, oziroma stopnjo.
Obsege algebrskih števil in tudi neskončne algebrske razširitve obsega racionalnih števil raziskuje algebrska teorija števil.